# مراصيع
مراصيع أو مصابيب أو مراقيش أكلة شعبية من المطبخ النجدي في السعودية. هي وجبة خفيفة بين الوجبات الرئيسية. تحضّر من الدقيق والسكر الزيت وذرور الخبز (البيكنج باودر) والفانيليا وتُؤكل مالحة عند إعدادها، باستخدام البصل الأبيض أوالأخضر، أو حلوة مع العسل والسمن.
تحتوي كل وجبة على 443 سعرة حرارية و38غ من الدهون منها 24غ دهون مشبّعة.